# Waves (Mike Batt)
Waves is het derde studioalbum van de Brit Mike Batt.
Het ging Batt destijds voor de wind. Niet alleen werd zijn Bright Eyes in de versie van Art Garfunkel een wereldhit, ook zijn Lady of the Dawn had groot succes. De beide singles brachten zoveel geld op dat Batt het zich kon veroorloven een boot te komen en daar een wereldreis mee te gaan maken. Alhoewel geboren in Southampton Batt bleek geen zeebenen te hebben. Tevens moest er nog zoveel aan zijn boot gebeuren, dat hij ondertussen, voor de oversteek van de Atlantische Oceaan een muziekalbum kon opnemen. Dat gebeurde in de Wisseloord Studio's in de zomer van 1980. Van de nood een deugd maken, schreef Batt een soort conceptalbum over de zee: Waves. In de studio was toen ook The Police aanwezig voor de opname van hun Zenyatta Mandatta. Voor de orkestpartijen werd een studio-orkestje ingehuurd, met wat Batt later begreep leden van het Koninklijk Concertgebouworkest. Ook de andere musici waren niet onbekend.
Achteraf bij de heruitgave in 2009 gaf Batt toe dat het muziekalbum eenheid miste, het moet echter wel gezien in de tijd dat het is opgenomen.

## Musici
- Jim Cregan –gitaar (eerder van Cockney Rebel, later bij Katie Melua)
- Frank McDonald – basgitaar
- Mike Batt – toetsinstrumenten, zang
- Trevor Morais – slagwerk, (drummer bij Rupert Hine, Tina Turner en vele anderen) ;
- Frank Ricotti – percussie (onder meer Curved Air, Meatloaf en jazzmuziek)
- Mel Collins – saxofoon (van King Crimson, Camel)
- Eddie Conard – bongos
- B.J. Cole – steelgitaar (een van de bekendste studiomusici; heeft nooit vast bij een band gespeeld)

## Composities
Allen van Batt:
1. The Winds of Change
2. Waves
3. Portishead Radio
4. Mona
5. Congal Reel
6. Buenos Dias, Capitan
7. Lobsterrissimum Bumbicissimus
8. Fishing for the Moon
9. Echo Foxtrot
10. Sierra Tango
11. Waiting for a Wave

De liedjes klinken bijna allemaal goed in het gehoor, zonder dat het album een hit herbergt die in Nederland de lijsten haalde. De muziek is wat dat betreft vergelijkbaar met de muziek van de Alan Parsons Project, alleen Batt had meer pretenties; bij hem komen regelmatig dissonanten voor. Aan de andere kant is goed te horen dat Batt richting de musical ging. Het album kwam in 2009 opnieuw uit, gekoppeld aan zijn opvolger die tot dan toe nooit op compact disc was verschenen.